# Arab
|  | No s'ha de confondre amb àrab. |

Arab és una població dels Estats Units a l'estat d'Alabama. Segons el cens del 2007 tenia 7.691 habitants.

## Demografia
Segons el cens del 2000, Arab tenia 7.174 habitants, 3.012 habitatges, i 2.075 famílies. La densitat de població era de 216,9 habitants/km².
Dels 3.012 habitatges en un 31,2% hi vivien nens de menys de 18 anys, en un 54,3% hi vivien parelles casades, en un 11,3% dones solteres, i en un 31,1% no eren unitats familiars. En el 28,2% dels habitatges hi vivien persones soles el 13,7% de les quals corresponia a persones de 65 anys o més que vivien soles. El nombre mitjà de persones vivint en cada habitatge era de 2,35 i el nombre mitjà de persones que vivien en cada família era de 2,87.
Per edats la població es repartia de la següent manera: un 23,9% tenia menys de 18 anys, un 7,2% entre 18 i 24, un 27,6% entre 25 i 44, un 23,6% de 45 a 60 i un 17,8% 65 anys o més.
L'edat mediana era de 40 anys. Per cada 100 dones hi havia 87,2 homes. Per cada 100 dones de 18 o més anys hi havia 82,8 homes.
La renda mediana per habitatge era de 36.716 $ i la renda mediana per família de 45.761 $. Els homes tenien una renda mediana de 32.425 $ mentre que les dones 24.265 $. La renda per capita de la població era de 20.035 $. Aproximadament el 8,2% de les famílies i el 10% de la població estaven per davall del llindar de pobresa.

## Poblacions més properes
El següent diagrama mostra les poblacions més properes.